# Distrito de Recuay
El distrito de Recuay es uno de los once que conforman la provincia de Recuay, ubicada en el departamento de Ancash, en el Perú. En el distrito se ubica la ciudad de Recuay, capital de la provincia. A menos de dos horas y hacia el oeste se ubica la laguna Antacocha. 

## Historia
El distrito de Recuay fue creado como integrante de la Provincia de Huaráz, mediante Ley del 25 de julio de 1857, en el gobierno del Presidente Ramón Castilla.

## Autoridades

### Municipales
- 2011-2014[1]
  - Alcalde: Milton Duck León Vergara, del Movimiento Acción nacionalista Peruano (MANPE).
  - Regidores:  Eugenia Edith Maguiña Soto (MIRRSC), Fortunato Simeón Resurrección Jaramillo (MIRRSC), Grimaldo Heraclio Ríos Garro (MIRRSC), Harold Jorge Ramírez Trejo (MIRRSC), Domingo Aparicio Gómez Castillo (Perú Posible).
- 2007-2010
  - Alcalde: Milton Duck León Vergara, Movimiento independiente Alianza Regional Ancash.

### Policiales
- Comisario: Mayor PNP Luis Cesquera Rojas.

### Religiosas
- Parroquia San Ildefonso
  - Párroco: Pbro. Jesús Ramos Cortés[2]

## Festividades
- Enero: San Ildefonso.
- Septiembre 30: Aniversario de Creación de la Provincia de Recuay.